# Moschea di Sokollu Mehmed Pascià (Fatih)
La moschea di Sokollu Mehmet Pascià è una moschea ottomana del 16º secolo nel quartiere di Kadırga nel distretto di Fatih situata a Istanbul, in Turchia. La moschea è nota per la raffinata qualità delle piastrelle di Iznik che ne decorano le pareti interne.